# Trio avec piano no 1 de Beethoven

Le Trio avec piano no 1 en mi bémol majeur, opus 1 no 1, de Ludwig van Beethoven, est un trio pour piano, violon et violoncelle composé entre 1793 et 1795,, publié en octobre 1795, chez Artaria à Vienne et dédié avec les no 2 et no 3 au prince Karl von Lichnowsky, un des premiers mécènes du compositeur à Vienne et ancien élève de Wolfgang Amadeus Mozart.

## Présentation de l'œuvre

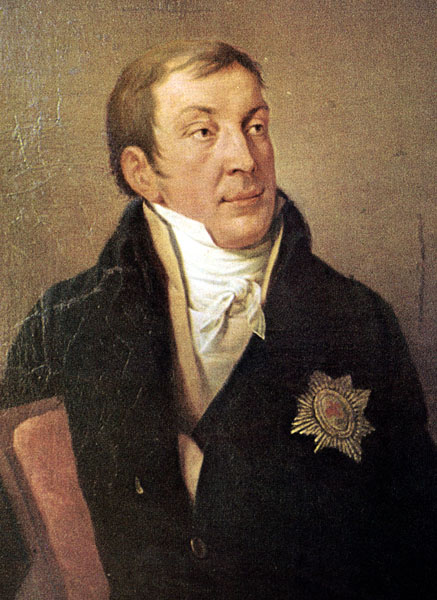
Karl Alois von Lichnowsky, dédicataire des trois trios avec piano opus 1

Première œuvre publiée par Beethoven (trois ans après son arrivée à Vienne), le Trio n° 1 était déjà empreint, comme ses deux frères de l'opus 1, de la marque de leur auteur, avec l'introduction d'un scherzo entre l'Adagio et le Finale en lieu et place du Menuet déjà désuet. Cette structure, en quatre mouvements, se démarque de celle de ses illustres prédécesseurs dans cette forme musicale que sont Haydn et Mozart dont les trios ne comportent que trois mouvements. Le trio pour clavier, en effet, est considéré comme une sonate en trio qui comporte communément trois mouvements: vif-lent-vif. Il existe un quatrième mouvement vif qui est le menuet, rarement utilisé et que Beethoven réintroduira et remplacera par le scherzo. Une autre caractéristique est la longueur de la partition: quatre mouvements d'une longueur totale de 1109 mesures.
L'opus 1 fut joué notamment devant Haydn qui en fit un éloge mitigé.
Il comporte quatre mouvements et son exécution dure environ 30 minutes :
1. Allegro, 4/4, mi bémol majeur (293 mesures)[4]
2. Adagio cantabile, 3/4, la bémol majeur (123 mesures)[4]
3. Scherzo. Allegro assai, 3/4, mi bémol majeur (215 mesures)[4]
4. Finale. Presto, 2/4, mi bémol majeur (478 mesures)[4]